# Thunbergia convolvulifolia
Thunbergia convolvulifolia là một loài thực vật có hoa trong họ Ô rô. Loài này được Baker mô tả khoa học đầu tiên năm 1885.